# Westerheide (Noord-Holland)

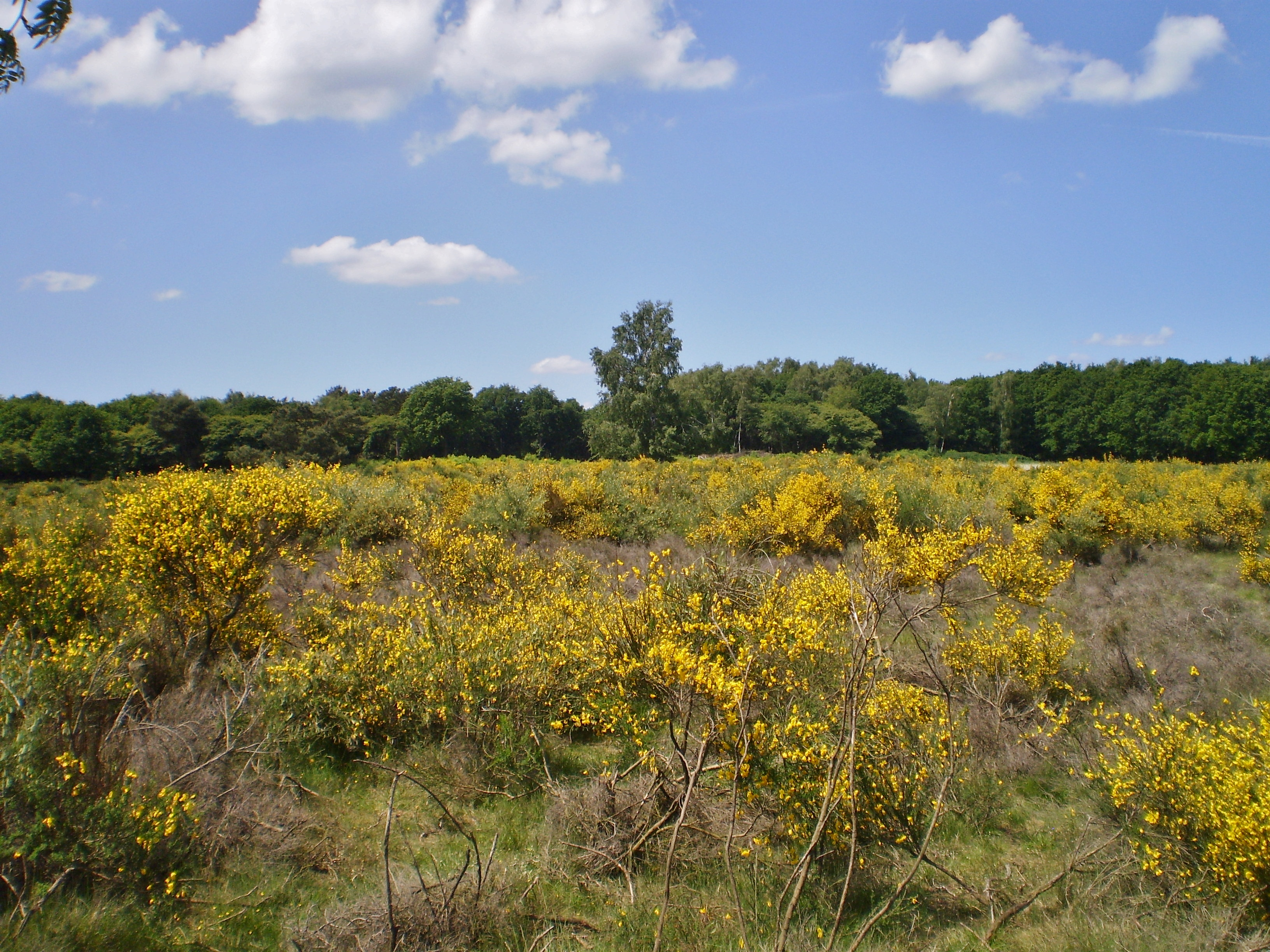
brem op de Westerheide

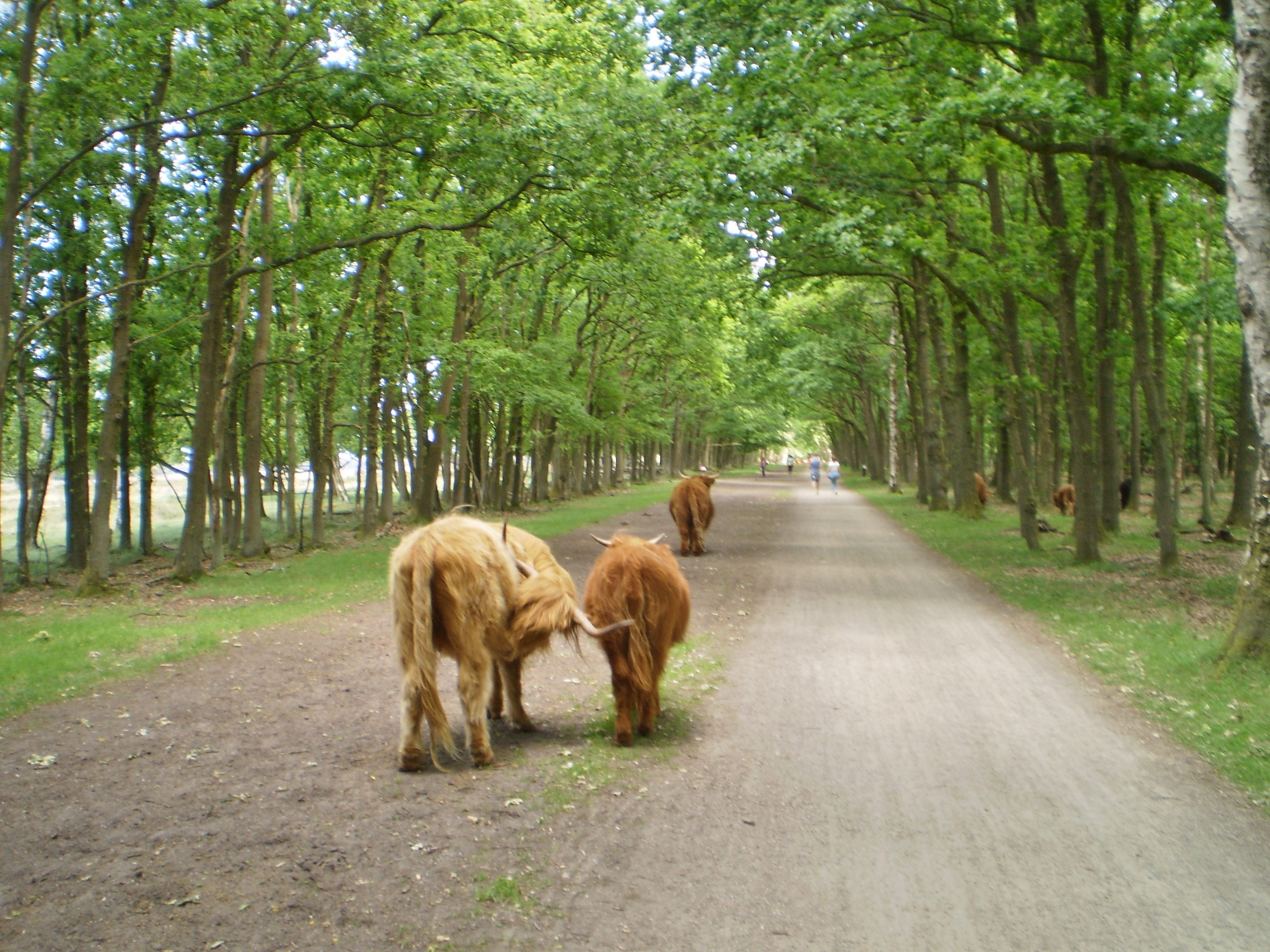
Gebed Zonder End richting Laren

De Westerheide is een heidegebied van 344 ha op het grondgebied van Hilversum en Laren. Het gebied grenst aan de Bussumerheide, de A1, de bebouwde kom van Hilversum en de spoorlijn Amsterdam-Amersfoort. De heide vormt een geheel met de Bussumerheide. Op de grens tussen beide gebieden loopt een kaarsrechte onverharde weg van ca. 3 km lang, de Nieuwe Crailoseweg, ook wel genoemd Gebed zonder end.
Het lichtelijk glooiende terrein, dat oploopt naar een hoogte van 27 meter bij Sint Janskerkhof, is erg in trek bij wandelaars.
Het gebied is gevormd tijdens de ijstijd. Er is veel keileem, zand en grint in het verleden afgegraven. Er zijn veel relicten uit de prehistorie te vinden zoals kampjes, een banscheiding, doodwegen, een urnenveld en grafheuvels. Ook is er een gerestaureerde paalkransgrafheuvel uit de Bronstijd.
De Aardjesberg is gelegen op deze heide.
Op het einde van de Tweede Wereldoorlog werd deze heide gebruikt om voedsel te droppen, dit gebeurde onder de naam Operatie Manna en Chowhound. Dit om het Gooi te voorzien van het hoognodige voedsel.
Bij de gemeente Hilversum wordt nagedacht over een betere bereikbaarheid naar de mediastad toe. Men denkt onder andere over het aanleggen van een weg over de hei, over het reeds bestaande Gebed zonder End of een tunnel langs de Westerheide. Beide plannen roepen grote weerstand op.